# Guardia-Mangano-Santa Venerina
Guardia-Mangano-Santa Venerina (wł. Stazione di Guardia-Mangano-Santa Venerina) – przystanek kolejowy w Acireale, w prowincji Katania, w regionie Sycylia, we Włoszech. Stacja znajduje się na linii Mesyna – Syrakuzy.
Według klasyfikacji RFI ma kategorią brązową.
Przystanek został wybudowany zgodnie z potrzebami ruchu linii Katania-Mesyna do obsługi dzielnic gminy Acireale Guardia, Mangano i gminy Santa Venerina. 

## Linie kolejowe
- Mesyna – Syrakuzy